# Heredia (districte)
Heredia és un districte i ciutat capçalera del cantó d'Heredia, a la Província d'Heredia, a Costa Rica. Està situada a uns 10 km al nord-oest de San José, la capital del país.
La ciutat alberga una de les universitats més grans de Costa Rica, la Universitat Nacional de Costa Rica, la qual accepta molts estudiants internacionals.

## Història
Abans de la seva fundació, els voltants d'Heredia estaven habitats per la tribu indígena coneguda com els Huetars, qui estaven comandats per l'espanyol Cacique Garabito. El 1706 colons de Cartago, van instal·lar una petita església en un lloc que van anomenar Alvirilla. Entre 1716 i 1717 els pobladors es van traslladar al nord, a un lloc on els indígenes anomenaven Cubujuquí.
El 1763 se li va donar la denominació oficial de vila d'Heredia, però el títol de vila va ser revocat el 1779. Se la va conèixer popularment com a Vila Vella, però aquesta pràctica va ser prohibida per les autoritats el 1801. Les Corts espanyoles li van concedir novament el títol de vila el 1813. Se'l coneix popularment a més com "La ciutat de les flors", gràcies al cognom Flores, el qual pertanyia a una família influent de la ciutat, i també pel seu paisatge i jardins que tenien les cases.
De desembre de 1821 a abril de 1823 la vila d'Heredia, que donava suport incondicional a l'annexió a l'Imperi Mexicà, va estar separada de Costa Rica i sotmesa voluntàriament a les autoritats de León, Nicaragua. L'abril de 1823 es va reincorporar voluntàriament a Costa Rica i es va abstenir d'enviar diputats al congrés constituent, convocat per les noves autoritats de León després de la caiguda de l'Imperi.
L'11 de novembre de 1824, durant el govern del primer Cap d'Estat Juan Mora Fernández, el congrés constituent de Costa Rica va concedir a Heredia el títol de ciutat.
L'agost de 1835, en ser derogada l'anomenada Llei de l'Ambulància, Heredia es va convertir en seu dels Poders Legislatiu i Conservador i capital de l'Estat de Costa Rica, encara que els Poders Executiu i Judicial van ser situats a la ciutat de San José.
Durant la segona guerra civil costa-riquenya, anomenada Guerra de la Lliga, que va enfrontar a San José amb la revolta de Cartago, Alajuela i Heredia, aquesta ciutat va tenir un paper significatiu, ja que un dels principals veïns de la ciutat, Nicolás Ulloa Soto, va ser proclamat Dictador de la Lliga i cap formal dels insurrectes. Les tropes heredianes i alajuelense van ocupar el pla del Ratpenat, al nord de San José, però es van retirar a d'allà en assabentar-se que els josefins havien pres Cartago. Poc després, les tropes josefines van travessar el riu Virilla, van derrotar ràpidament als rebels i van ocupar Heredia i Alajuela. Malgrat aquests fets, Heredia va conservar la condició de capital de Costa Rica fins al 1838, any en què el Cap d'Estat Braulio Carrillo Colina va concentrar tots els poders a San José.
A partir de 1914, Heredia comença a adquirir una nova fisonomia, gràcies al govern de don Alfredo González Flores i la creació de l'escola normal (avui el liceu), centre de la intel·lectualitat costa-riqueny des d'aquella data fins al 1940, quan es va fundar la Universitat Nacional de Costa Rica (Motes de Oca, San José).

## Barris
Heredia es troba dividida en els següents barris: Ángeles, Carmen, Cor de Jesús, Xinès, Estadi, Fátima, Guayabal, Hospital, l'Índia, María Auxiliadora (part), Orient, Pirro, Pobla (part), Ranxo Chico, Sant Ferran, Sant Vicent.

## Arquitectura

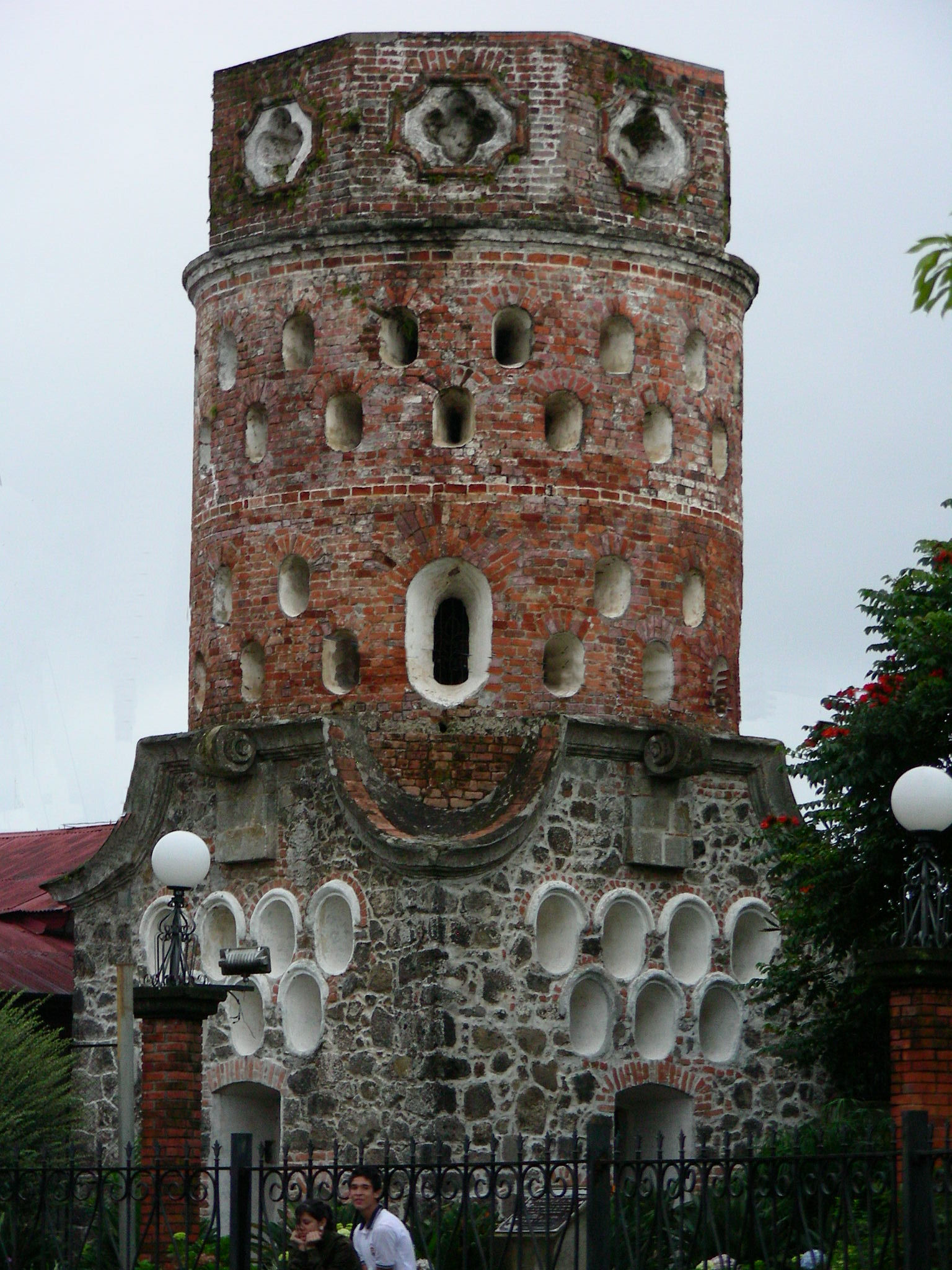

El símbol de la ciutat és el Fortín, una construcció d'uns tretze metres d'altura que data de 1876 i que va ser dissenyada per Fadrique Gutiérrez, un escultor, dibuixant i fotògraf local qui a més exercia com a comandant de plaça de la ciutat. Per decret de 2 de novembre de 1974, el fortín va ser declarat Monument Nacional.
El 31 d'octubre de 1797 es va col·locar la primera pedra i es va iniciar la construcció del temple parroquial de la Immaculada a Heredia. El terratrèmol del 18 de març de 1851, va destruir la façana que llueix actualment, aixecada no en la mateixa línia de torres, sinó més avançada.
L'1 de febrer de 1879, Monsenyor Luis Bruschetti, delegat apostòlic, va beneir el majestuós temple ja acabat. Finalment, el 18 de març de 1880 el mateix Bisbe va realitzar la consagració del temple.

## Llocs d'interès

### El fortín
És un edifici de 13 m d'altura amb forma de torreó en el centre de la ciutat d'Heredia, el qual s'ha convertit en el símbol de la ciutat.
El fortín és en origen la torre sentinella d'una caserna militar que mai va acabar de ser finalitzada. Va ser manat construir el 1876 durant l'administració del president Tomás Guardia Gutiérrez i va dirigir l'obra Fadrique Gutiérrez (comandant de plaça i governador de la província), el qual va ser l'encarregat del seu disseny.
L'historiador Luis Dobles Segreda assenyala que aquesta torre era part d'un projecte de quatre torres en total, una a cada cantonada del lloc on es trobada el Cabildo. Sembla que es va suspendre la construcció per falta de recursos econòmics.
Un detall que ha sigut discutit és que les troneres tenen la part ampla cap a fora, el que podria significar una gran facilitat perquè els franctiradors eliminessin als soldats dins de la fortificació. Altres opinen que aquest detall més bé permetia una millor mobilització des de dins.
El fortín ha tingut tres reparacions importants, una el 1967, un altre el 1981 i quan es va fer l'anell de metall on comença la base cilíndrica, per donar més fermesa a la construcció.
Un grup d'habitants d'Heredia es va reunir el 2004 amb persones de l'Instituto de Conservación de Monumentos i Sitios (Icomos), el Centre de Patrimoni, la Direcció Regional de Cultura i el Bancrédito per donar suport a les iniciatives de restauració.
El 2009, els arquitectes Ibo Bonilla i Erick Chave van dissenyar i dirigir la restauració sota els termes de monument històric arquitectònic, adequant el fortín per a la visita del públic.

### Parròquia d'Heredia - Inmaculada Concepción
Es va construir el 1797, és un edifici de volums aplatats i murs de 2 m d'amplada. Gràcies a aquestes precaucions es pot contemplar l'únic edifici colonial de gran envergadura que continua en peu en tota la vall central.
El terratrèmol de 1851 només va causar danys a la façana, els quals van ser ràpidament restaurats, aprofitant a més per ampliar el temple. Per desgràcia de les escultures dels sants que adornaven els nínxols de la façana, obra de l'escultor Fadrique Gutiérrez, només se'n conserva la central, corresponent a Sant Pere. Altres elements destacables són les campanes, importades de Cusco i les seves vint vidrieres realitzades a França.
L'altar està decorat amb làmines d'or i adornat amb canelobres del mateix material. En el temple es guarden dues imatges de la Immaculada Concepció de Maria, una per l'altar i l'altre destinada a processionar, les dues d'estil barroc.

### Casa de la cultura
En el passat va ser la casa de l'expresident Alfredo González Flores. Una de les sales té l'exposició permanent: "Alfredo González Flores (1877-1962). Vida y legado de un ilustre ex presidente"
L'espai és utilitzat per exposicions, tallers, concerts, teatre, dansa, narració oral i entrenament de grups artístics. També se cedeix per reunions d'associacions i grups de la societat civil.
El 1974 va ser declarat monument nacional en memòria de l'expresident.

### Parc central
La font col·locada en aquest parc constitueix un exemple únic a Costa Rica d'una font de tres plats, confeccionada amb ferro. Va ser importada d'Anglaterra i instal·lada en aquest lloc en commemoració de la inauguració de la canonada de la ciutat el 1879.
El quiosc construir el 1940 per l'arquitecte José María Barrantes i els monuments allà instal·lats constitueixen elements de la identitat cultural de la ciutat.

### Liceu
És un centre d'educació secundària, declarat com a institució Benemèrita de l'educació costa-riquenya, segons consta en l'expedient de la llei 8897 de 18 de novembre de 2010.

## Clima
La temperatura mitjana a Heredia és de 23 °C (65 °F), el màxim és de 30 °C (84 °F) i la mínima de 17 °C (62 °F). La taxa de pluja és d'entre 2500 i 3500 mm per any. L'estació seca dura de desembre a març i la temporada de pluges de maig a octubre. No obstant això, al juliol la pluja disminueix i augmenta la temperatura, aquest esdeveniment se'l coneix com a petit estiu i dura al voltant de tres setmanes.

## Educació
A partir de 1914, Heredia comença a adquirir una nova fisonomia, gràcies al govern de don Alfredo González Flores i la creació de l'escola normal (avui el liceu), centre de la intel·lectualitat costa-riqueny des d'aquella data fins al 1940, quan es va fundar la Universitat Nacional de Costa Rica (Motes de Oca, San José).
El 2 d'agost de 1915, l'escola Normal de Costa Rica deixa el local on avui hi ha l'escola Braulio Morales, per instalar-se en el seu propi edifici, que encara no estaba acabat. Aquest és actualment el lloc que ocupa el Liceo d'Heredia.

## Transport

### Carreteres
El districte el travessen les següents rutes nacionals de carretera:
- Ruta nacional 3
- Ruta nacional 5
- Ruta nacional 112
- Ruta nacional 113
- Ruta nacional 126
- Ruta nacional 171

### Ferrocarril
El Tren Interurbà administrat per l'Institut Costa-riqueny de Ferrocarrils, travessa aquest districte en la línia: San José - Heredia - Alajuela.

## Esport

Escut del Club Sport Herediano

La ciutat d'Heredia és la seu del Club Sport Herediano, equip de futbol de la primera divisió de Costa Rica, fundat el 1921.
El 1921 va ser el primer campió nacional del futbol costa-riqueny. A més va aconseguir el títol de manera consecutiva, convertint-se en el primer bicampió de Costa Rica. En la dècade de 1930 va sumar quatre títols, tenint l'honor de ser el primer club tetracampió.
És el tercer equip a nivell nacional amb 28 campionats guanyats, l'ultim el 23 de desembre de 2019.
També a la ciutat, es troba el palau d'esports en el qual es fan importants esdeveniments. Aquest té un espai per la pràctica de natació, bàsquet i gimnàs.

## Galeria

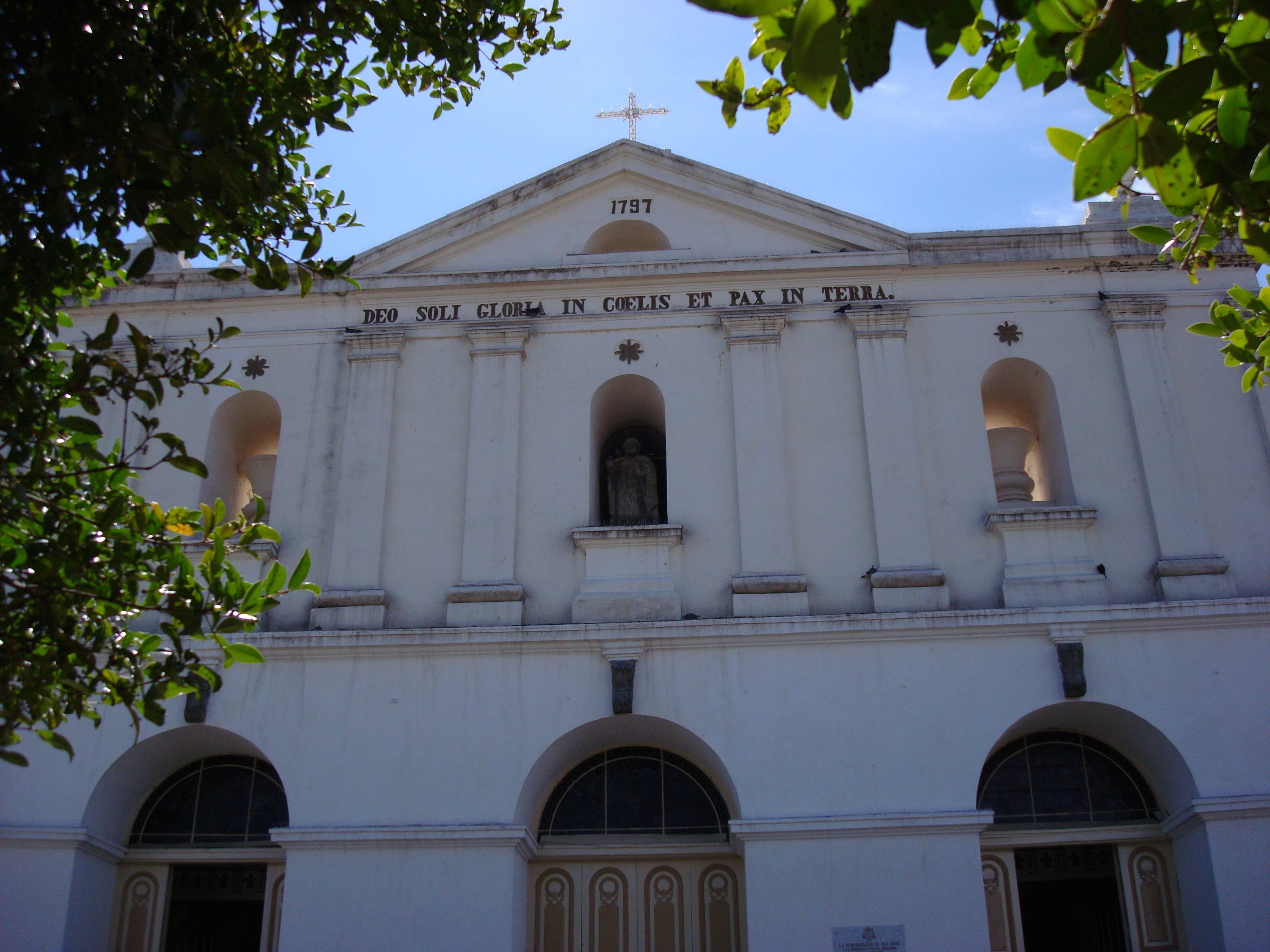
Església Inmaculada Concepció
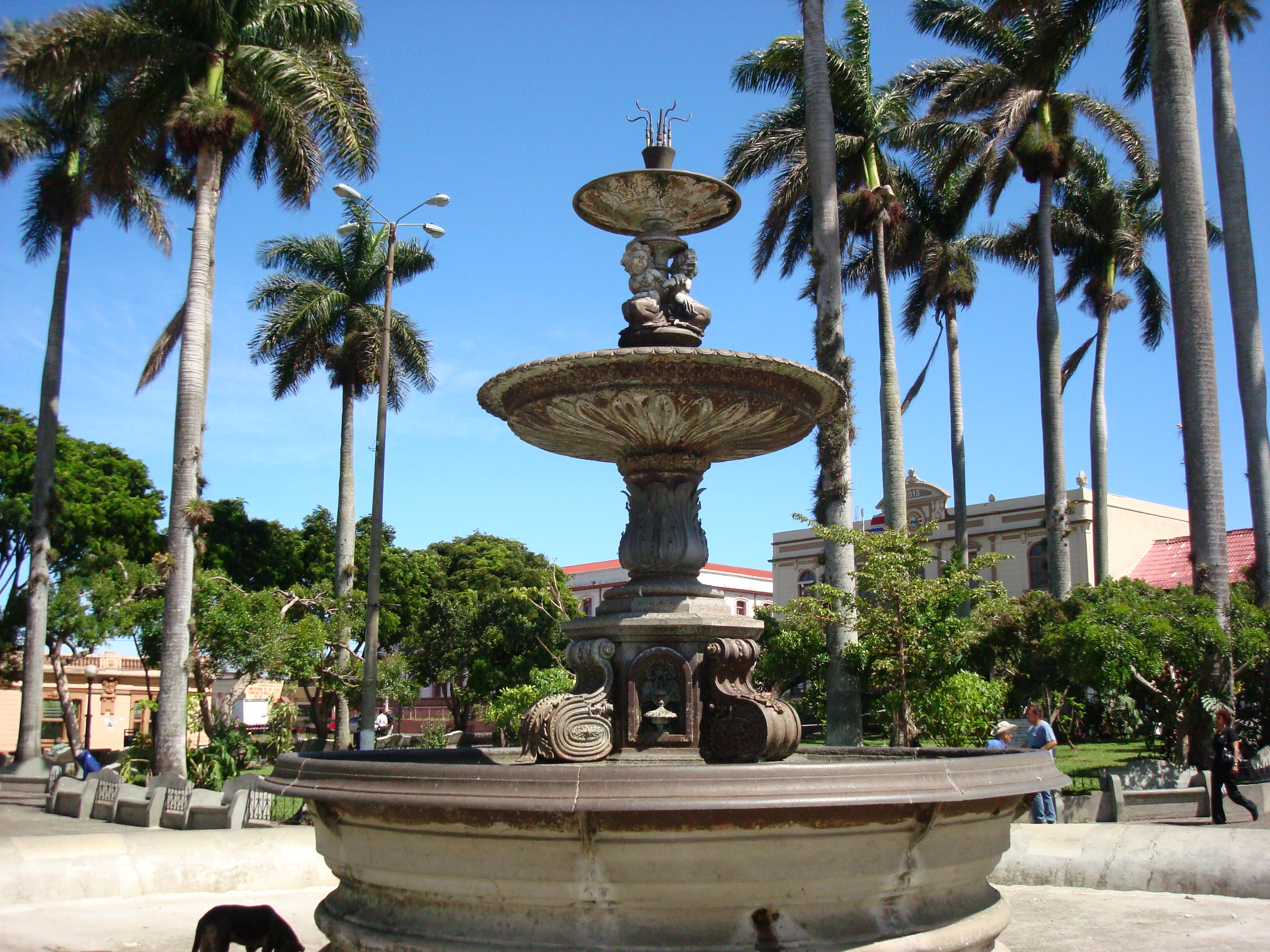
Font del parc central d'Heredia
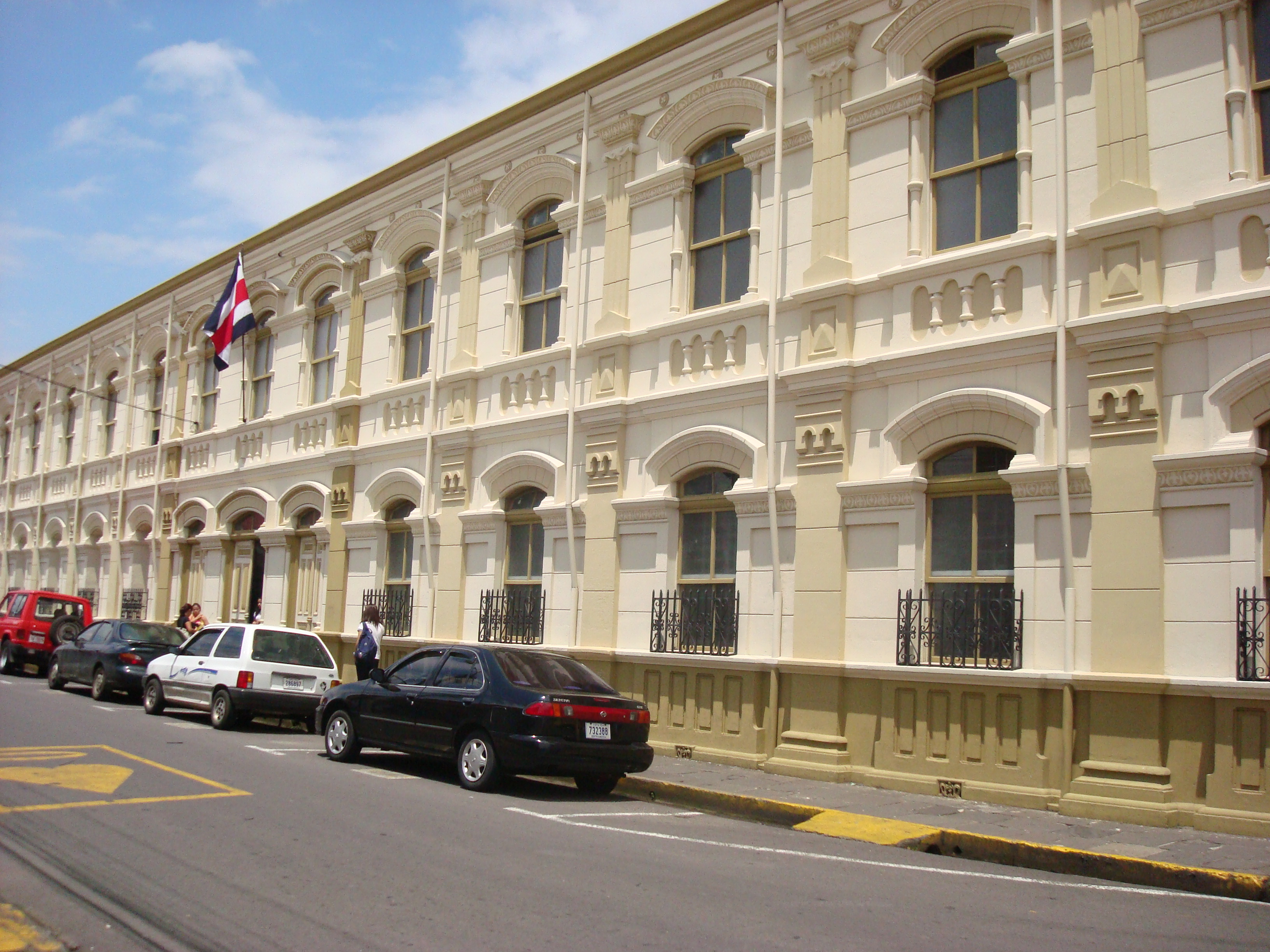
Liceo d'Heredia
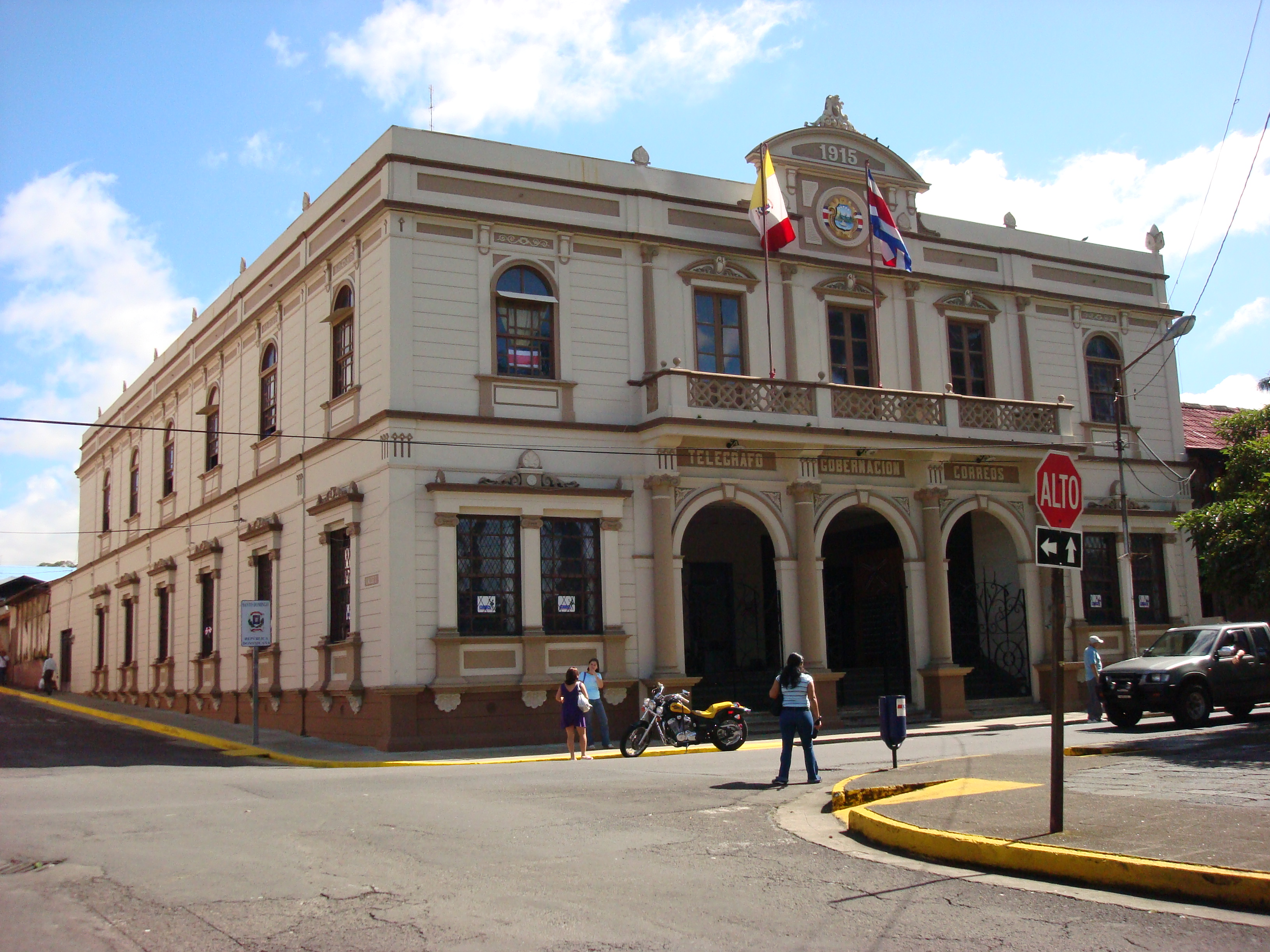
Edifici de Correus
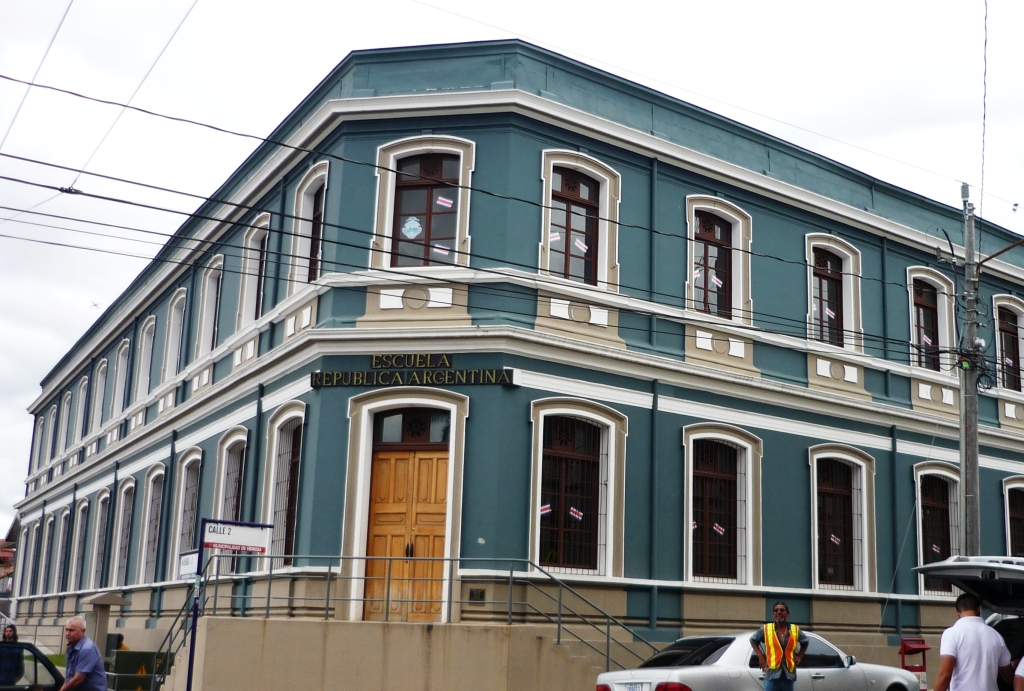
Escola República d'Argentina
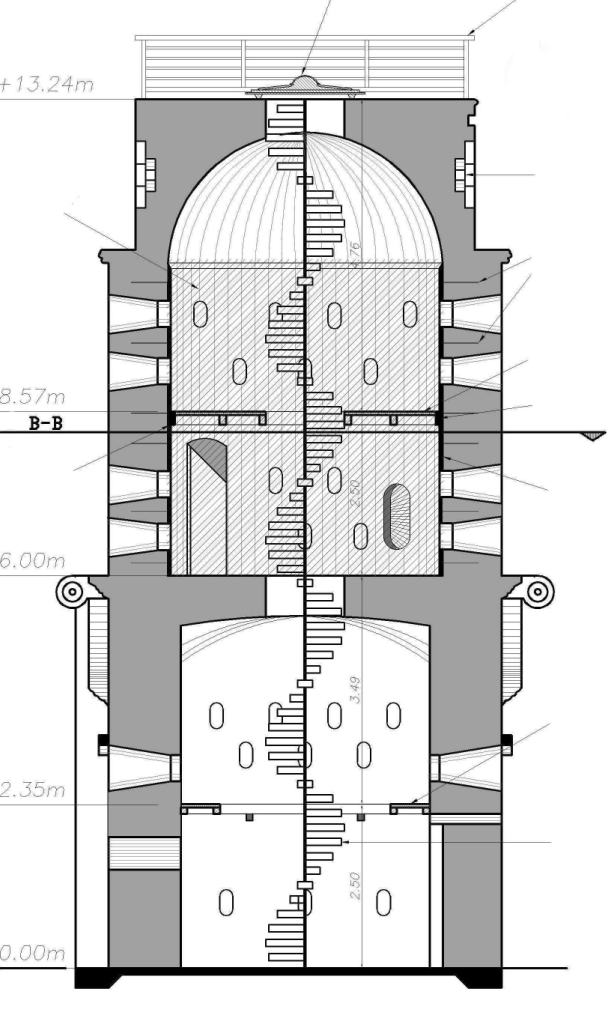
Secció del Fortín
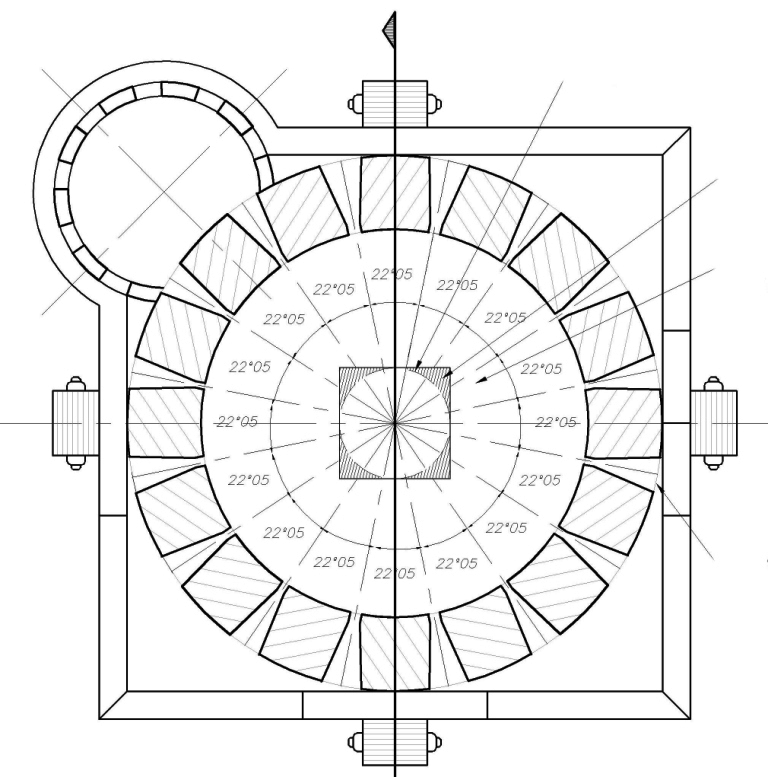
Planta del Fortín

## Personatges il·lustres
- Óscar Arias: President de Costa Rica de 1986 a 1990 i de 2006 a 2010, i guanyador del Premi Nobel de la Pau el 1987.
- Alfredo González Flores: President de Costa Rica de 1914 a 1917. La seva casa, la Casa de la Cultura-Alfredo Gonzales Flores, va ser declarada monument nacional el novembre de 1974.
- Fernando Baudrit Solera: Exdegà de la facultat de dret de la Universitat de Costa Rica i jurista públic.
- Marvin Angulo: Futbolista professional costa-riqueny, el qual actualment juga el Deportivo Saprissa.
- Carlos Villegas: Extrem del club Deportivo Saprissa.
- Jewison Bennette: Futbolista professional, el qual juga com a lateral esquerre a l'Herediano i a la selecció nacional de Costa Rica .
- Nathalia Alfaro: Jugadora de voleibol platja, va jugar en el Swatch FIVB World Tour 2005 .
- Paulo Wanchope: Exjugador i entrenador de la selecció nacional de futbol de Costa Rica.

## Ciutats agermanades
- Marietta (Geòrgia, Estats Units)[9]
- Richfield (Minnesota, Estats Units)[10]
- Ariel (Cisjordània)[11]